# Вјетрушице
Вјетрушице (чеш. Větrušice) је насељено мјесто са административним статусом сеоске општине (чеш. obec) у округу Праг-исток, у Средњочешком крају, Чешка Република.

## Становништво
Према подацима о броју становника из 2014. године насеље је имало 565 становника.